# Feytiat
Feytiat település Franciaországban, Haute-Vienne megyében. Lakosainak száma 6174 fő (2022. január 1.). Feytiat Panazol, Aureil, Boisseuil, Eyjeaux, Limoges, Saint-Just-le-Martel és Le Vigen községekkel határos.

## Népesség
A település népességének változása:
| Lakosok száma | 6139 | 6156 | 6225 | 6123 | 6117 | 6118 | 6120 | 6080 | 6174 |
|               | 2013 | 2015 | 2016 | 2017 | 2018 | 2019 | 2020 | 2021 | 2022 |